# Константін Бранкузі
Константін Бранкузі (Бринкуш, рум. Constantin Brâncuşi, фр. Constantin Brancusi; 19 лютого 1876, Хобіца, жудець Ґорж, Румунія — 16 березня 1957, Париж) — румунський скульптор, який здійснив свою творчу кар'єру у Франції, один із засновників абстрактної скульптури, яскравий представник паризької школи. Учень Оґюста Родена.

## Життєпис
Після закінчення художніх шкіл у Крайові та Бухаресті переїхав до Парижа, де 1904 року вступив до Школи витончених мистецтв, котру невдовзі покинув за порадою Родена. Через декілька років, незадоволений реалістичними методами трактування форми, Бринкуш розбив свою скульптурну групу «Перехід через Чорне море» і одним із перших почав працювати над створенням стилю скульптурної абстракції.
У творах Бринкуша значно меншою мірою відчутно вплив кубізму та інших стилів живописної абстракції, аніж у працях інших скульпторів. Його творчість здійснила великий вплив на розвиток сучасної скульптури.
Бринкуш виключав зі своїх робіт усі реалістичні деталі, скорочуючи форми до найпростішої геометричної сутності. Його цікавили ритмічні повторення. Це відчутно в таких роботах як «Нескінченна колона» та статуї «Адам і Єва». Бринкуш акцентував на фактурі використаних скульптурних матеріалів, надаючи перевагу гладко відполірованим поверхням каменя та метала чи шершавості грубо обтесаного, потрісканого дерева. Він часто підсилював фактурні ефекти контрастними протиставленнями, наприклад, виставляв гладку мармурову голову на подушці темного оксамиту або вкладав відполіровану до блиску металеву рибу на овальному дзеркальному постаменті.

## Галерея

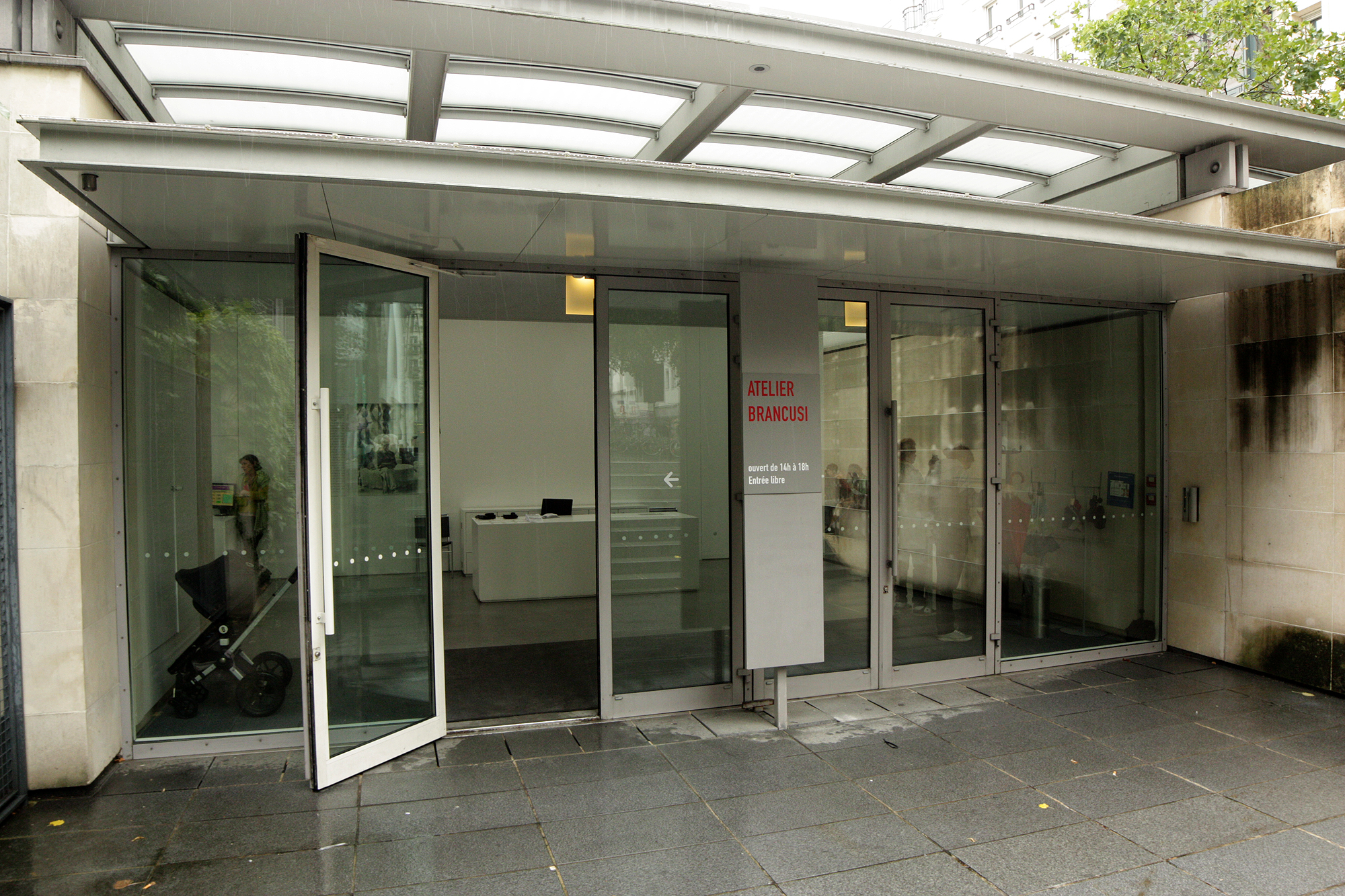
Майстерня Бринкуша в Парижі